# Bromiínos
Bromiínos (Bromiini) (ou Adoxini ) é uma tribo de escaravelhos da subfamília Eumolpinae. A tribo contém aproximadamente 120 gêneros, que são encontrados em todo o mundo. Eles geralmente são considerados um grupo artificial, geralmente com um protórax subcilíndrico sem cristas laterais e coberto por cerdas ou escamas.

## Nomenclatura
O nome "Bromiini" é conservado sobre o nome antigo "Adoxini" por causa do Artigo 40 (2) do ICZN, que afirma: "Se... um nome de grupo familiar foi substituído antes de 1961 devido à sinonímia do gênero tipo, o nome substituto deve ser mantido se estiver em uso predominante. Um nome mantido em virtude deste artigo mantém seu próprio autor, mas tem a prioridade do nome substituído, do qual é considerado sinônimo principal. " Bromiini é citado com autor e data próprios, seguidos da data do nome substituído entre parênteses: Bromiini Baly, 1865 (1863).

## Taxonomia
Seguindo a classificação do besouro das folhas de Seeno e Wilcox (1982), os gêneros de Bromiini são divididos em oito grupos informais ou "seções": Bromiitas, Leprotitas, Mioquroitas, Nerissitas, Pseudocolaspitas, Celodontitas, Tomiritas e Tricocriseitas. Em 1993, a seção Tomyrites (interpretada como a subtribo "Tomyrina") recebeu o nome de substituição "Ebooina" por CAM Reid, pois era baseada em um nome de grupo de gênero preocupado.
No Catálogo dos escaravelhos da América do Norte do México, publicado em 2003, Myochroites foi colocado em sinonímia com a seção Iphimeites em Eumolpini, enquanto Scelodontites foi transferido para Typophorini. Dos gêneros anteriormente colocados em Myochroites, Glyptoscelis e Myochrous foram transferidos para Iphimeites em Eumolpini, Colaspidea foi transferido para Leprotites, enquanto a colocação dos demais gêneros não foi determinada.

## Genera
Esses 68 gêneros pertencem à tribo Bromiini:
- Acrothinium Marshall, 1865
- Andosia Weise, 1896
- Anidania Reitter, 1889
- Aoria Baly, 1863
- †Aoriopsis Moseyko, Kirejtshuk & Nel, 2010[20]
- Apolepis Baly, 1863
- Aulexis Baly, 1863
- Brevicolaspis Laporte, 1833
- Bromius Chevrolat in Dejean, 1836
- Callipta Lefèvre, 1885
- Caspiana Lopatin, 1978
- Cellomius Lefèvre, 1888
- Chalcosicya Blake, 1930[21]
- Colaspidea Laporte, 1833
- Colaspina Weise, 1893
- Cryocolaspis Flowers, 2004[22]
- Damasus Chapuis, 1874
- Damelia Clark, 1864
- Demotina Baly, 1863
- Dermestops Jacobson, 1898
- Eboo Reid, 1993[4]
- Eka Maulik, 1931[23]
- Endroedymolpus Zoia, 2001
- Enneaoria Tan, 1981
- Erythraella Zoia, 2012[24]
- Eryxia Baly, 1865[1]
- Fidia Motschulsky, 1861 (= Lypesthes Baly, 1863)[25]
- Goniopleura Westwood, 1832
- Hemiplatys Baly, 1863
- Heterotrichus Chapuis, 1874
- Hyperaxis Harold, 1874
- Irenes Chapuis, 1874
- Lahejia Gahan, 1896
- Lepina Baly, 1863
- Macetes Chapuis, 1874
- Macrocoma Chapuis, 1874
- Malegia Lefèvre, 1883
- Mecistes Chapuis, 1874
- Mesocolaspis Jacoby, 1908
- Neocles Chapuis, 1874[5]
- Neocloides Jacoby, 1898[26]
- Neofidia Strother, 2020 (= Fidia Baly, 1863)[25]
- Osnaparis Fairmaire, 1889
- Pachnephoptrus Reitter, 1892
- Pachnephorus Chevrolat in Dejean, 1836
- Parademotina Bryant & Gressitt, 1957
- Parheminodes Chen, 1940
- Parnops Jacobson, 1894
- Phortus Weise, 1899
- Piomera Baly, 1863
- †Profidia Gressitt, 1963[20]
- Pseudaoria Jacoby, 1908
- Pseudocolaspis Laporte, 1833[27]
- Pseudolepis Medvedev & Zoia, 2001
- Pseudometaxis Jacoby, 1900
- Pseudoxanthus Zoia, 2010[28]
- Rhodopaea Gruev & Tomov, 1968
- Semmiona Fairmaire, 1885
- Scelodonta Westwood, 1838 (= Heteraspis Chevrolat in Dejean, 1836)
- Stasimus Baly, 1863
- Tanybria Selman, 1963[29]
- Thootes Jacoby, 1890
- Trichochalcea Baly, 1878
- Trichochrysea Baly, 1861
- Trichotheca Baly, 1860
- Trichoxantha Medvedev, 1992
- Xanthonia Baly, 1863
- Xanthophorus Jacoby, 1908

De acordo com BugGuide e ITIS, o gênero Graphops foi transferido para a tribo Typophorini, e Glyptoscelis e Myochrous para a tribo Eumolpini.